# OpenCL
OpenCL (Open Computing Language, tradotto in italiano "linguaggio di calcolo aperto") è un framework basato sul linguaggio ANSI C e C++ con una struttura host-devices che può esser eseguito su una molteplicità di piattaforme, CPU, GPU, e altri tipi di processori. In particolare, le potenzialità di OpenCL sono meglio espresse con architetture altamente parallelizzabili e potenti come le GPU, e in questo caso si parla dell'ambito GPGPU. Sui vari dispositivi viene eseguito il codice del kernel basato sul Linguaggio di programmazione OpenCL C o la versione OpenCL C++ (basati sugli standard C99 e C++14).

## Storia
Lo standard è stato originariamente proposto da Apple, successivamente ratificato dalla stessa assieme alle principali aziende del settore (Intel, NVIDIA, AMD), e infine portato a compimento dal consorzio no-profit Khronos Group.
Il nome OpenCL è stato pensato in analogia a OpenGL ed OpenAL, in quanto tutti standard industriali aperti, pur con diverse finalità: il primo per sfruttare le potenzialità delle attuali GPU oltre il rendering grafico, e gli altri rispettivamente per la grafica 3D e il rendering audio posizionale.
OpenCL è supportato su schede video AMD e NVIDIA (sia gpu consumer che professionali), su FPGA Xilinx e Altera, e su processori ARM. Per quanto riguarda i sistemi operativi, è certificato su OS X Snow Leopard mentre è disponibile sui sistemi Linux e Windows.
Molti programmi offrono supporto nativo alle librerie OpenCl: ArrayFire, Adobe Photoshop, Gimp, Autodesk Maya, FFmpeg, x264, Libreoffice Calc, Microsoft Excel e molti altri.
Il Khronos Group ha annunciato l'intenzione di unire le librerie OpenCl con le API Vulkan, trasformandole in un'unica piattaforma di sviluppo sia per il settore videoludico che per quello gpgpu.

## Versioni

### OpenCL 1.0
Proposta finale della versione 1.0 in data 18 novembre 2008 e rilasciata l'8 dicembre 2008.
Il 9 dicembre 2008, Nvidia ha annunciato la sua intenzione di aggiungere il supporto completo per la specifica OpenCL 1.0 per la sua Toolkit GPU Computing, mentre RapidMind ha annunciato l'adozione di OpenCL sotto la piattaforma di sviluppo per supportare le GPU di fornitori diversi con un'unica interfaccia.
Venne utilizzato con Mac OS X Snow Leopard, il 28 agosto 2009, Mentre IBM il 30 ottobre del 2009 ha rilasciato la sua prima implementazione OpenCL come una parte dei compilatori XL, invece AMD ha deciso di supportare OpenCL per AMD FireStream (precedentemente conosciuto come "CTM (Close to Metal)"), attuando il supporto nel marzo 2010.

### OpenCL 1.1
Ratificato dal Khronos Group in data 14 giugno 2010 e aggiunge significative funzionalità per una maggiore flessibilità di programmazione parallela, funzionalità e prestazioni tra cui:
- Nuovi tipi di dati tra cui vettori di 3 componenti e formati di immagine aggiuntivi;
- Gestione comandi da più thread di accoglienza e buffer di elaborazione su più dispositivi;
- Operazioni sulle regioni di un buffer tra cui leggere, scrivere e copia delle regioni rettangolari 1D, 2D o 3D;
- Uso avanzato degli eventi per guidare e controllare l'esecuzione dei comandi;
- Ulteriori introduzioni delle funzioni C, come la pinza integer, shuffle, e le copie strided asincroni;
- Migliore interoperabilità OpenGL attraverso un'efficiente condivisione di immagini e buffer collegando gli eventi OpenCL e OpenGL.

### OpenCL 1.2
Rilasciato il 15 novembre 2011, che ha aggiunto funzionalità significative rispetto alle versioni precedenti in termini di prestazioni e funzionalità per la programmazione parallela. La maggior parte delle caratteristiche notevoli includono:
- Partizionamento dispositivo: la possibilità di partizionare un dispositivo in sotto-dispositivi in modo che gli incarichi di lavoro possono essere assegnati alle unità di elaborazione individuali. Questo è utile per riservare aree del dispositivo per ridurre la latenza per le attività time-critical.
- Compilazione separata e il collegamento degli oggetti: la funzionalità per compilare OpenCL in librerie esterne per l'inclusione in altri programmi.
- Supporto avanzato delle immagini: 1.2 aggiunge il supporto per le immagini 1D e array di immagini 1D / 2D. Inoltre, le estensioni di condivisione OpenGL permettono ora per le texture OpenGL 1D ed array 1D / 2D di texture da utilizzare per creare immagini OpenCL.
- Kernel built-in: dispositivi personalizzati che contengono specifiche funzionalità uniche sono ora integrati più strettamente nel quadro OpenCL. Kernel possono essere chiamati ad utilizzare gli aspetti specialistici o non programmabili di hardware sottostante. Gli esempi includono il video encoding / decoding e processori di segnali digitali.
- Funzionalità DirectX: condivisione dei mezzi di superficie DX9 permette un'efficiente condivisione tra OpenCL e le superfici di media DX9 o DXVA. Allo stesso modo, per DX11, senza soluzione di continuità la condivisione tra superfici OpenCL e DX11 è abilitato.
- La possibilità di forzare la conformità IEEE 754 per singola precisione in virgola mobile per la matematica: OpenCL di default permette le versioni singole di precisione della divisione, reciproca, e il funzionamento radice quadrata di meno precisi rispetto ai valori correttamente arrotondati rispetto alle richieste IEEE 754. Se il programmatore passa il "-cl-fp32-corretto-arrotondato-divide-sqrt" argomento della riga di comando per il compilatore, queste tre operazioni saranno calcolati a IEEE 754 requisiti se l'attuazione OpenCL supporta questa, e non riuscirà a compilare se l'OpenCL implementazione non supporta queste operazioni di calcolo ai valori correttamente arrotondati come definito dalle specifiche IEEE 754. Questa capacità è completata dalla possibilità di interrogare l'attuazione OpenCL per determinare se è possibile eseguire queste operazioni secondo la precisione IEEE 754.

### OpenCL 2.0
Pubblicata il 18 novembre 2013, gli aggiornamenti e le aggiunte al OpenCL 2.0 includono:
- Memoria virtuale condivisa
- Parallelismo nidificato
- Spazio di indirizzamento Generico
- Immagini
- Atomics C11
- Pipes
- Android estensione driver client installabile

### OpenCL 2.1
La ratifica e il rilascio delle specifiche OpenCL 2.1 provvisorie è stato annunciato il 3 marzo 2015 Game Developer Conference di San Francisco. OpenCL 2.1 aggiunge il supporto ufficiale, seppur limitato, per un sottoinsieme statico di C++ 14 come lingua kernel. SPIR-V viene usato come un linguaggio intermedio che consente linguaggio di alto livello front-end di condividere una compilazione di un obiettivo comune. Gli aggiornamenti del API OpenCL includono:
- Funzionalità aggiuntive sottogruppo
- Copia di oggetti del kernel e stati
- Bassa latenza query timer dispositivo
- L'ingestione di codice SPIR-V by runtime
- Priorità di esecuzione suggerimenti per le code
- Zero dimensioni dispacci da ospite

AMD, ARM, Intel, HPC, e YetiWare hanno dichiarato il supporto per OpenCL 2.1.

### OpenCL 2.2
La versione 2.2, pubblicata nel maggio 2017, introduce importanti novità:
- Supporto completo a C++14, includendo template, classi, espressioni lambda, ecc
- Nuova versione SPIR-V
- Nuova versione di SYCL

### OpenCL 3.0
La versione 3.0, pubblicata nel settembre 2020, è una profonda revisione di tutto il "progetto" OpenCl, in quanto gli sviluppatori di Kronos Group hanno ritenuto che si stesse perdendo il nucleo delle potenzialità del linguaggio, ovvero la flessibilità e la potenza. Per questo motivo hanno deciso di "tornare", come base, alla versione 1.2, rendendo tutte le funzionalità delle versioni 2.x come opzionali. Hanno inoltre introdotto un nuovo layer per il linguaggio C++ (OpenCl for C++ al posto di OpenCl C++) e una nuova versione di SPIR-V per permettere agli sviluppatori un accesso facilitato, ma non per questo meno performante, al linguaggio. 
Con questa versione, inoltre, il gruppo Kronos ha stabilito di programmare una roadmap più consistente e veloce nell'introduzione di nuove funzionalità e/o versioni del linguaggio.